# Cymodoce robusta
Cymodoce robusta is een pissebed uit de familie Sphaeromatidae. De wetenschappelijke naam van de soort is voor het eerst geldig gepubliceerd in 1918 door Nierstrasz.